# 雲棲祩宏

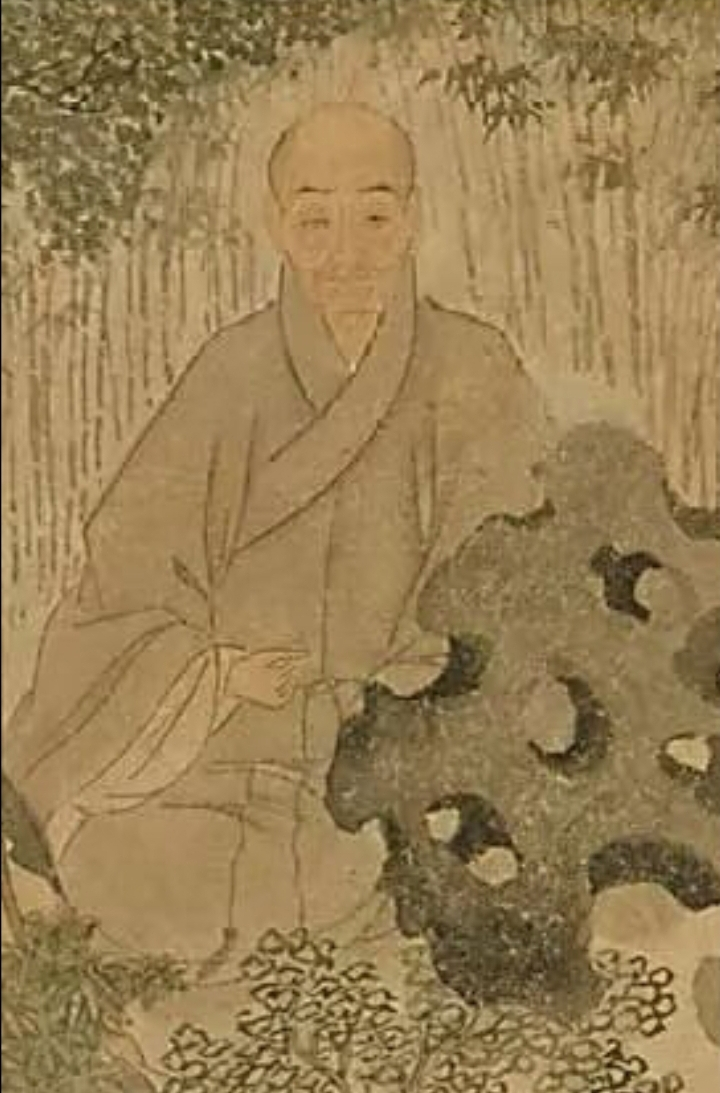
雲棲祩宏

雲棲祩宏（うんせい しゅこう、1535年 - 1615年）は、中国明代の高僧。浙江省杭州府仁和県の出身。

## 生涯
俗姓は沈氏。字は仏慧、号は蓮池。故に蓮池大師とも称せられる。また、雲棲寺に住したことから、雲棲和尚とも呼ばれる。中国浄土宗の第八祖に擬せられる。明代の四大高僧（雲棲祩宏・紫柏真可・憨山徳清・蕅益智旭）の一人に数えられている。禅宗と浄土宗（浄土教）の両者の兼修を説いた。その生家は杭州の望族であり、父の名は徳鑑といい、明斎先生と号した。母の姓は周氏である。
17歳の時に秀才に合格し、庠生となった。学行に優れていたが、その志は外にあった。常に「死生事大」と書して書卓の前に置いていた。妻として張氏を娶ったが、出産時に亡くなり、後にまた湯氏を娶った。
27歳の時に父が亡くなり、31歳で母が亡くなった。そこで決心して出家し、西山無門寺の性天の許に身を投じて出家し、並に学行行脚を開始した。
穆宗の隆慶5年（1571年）、杭州の雲棲山に至り、廃寺となっていた雲棲寺を重修して再興した。その所説は、禅浄双修と仏儒清和であり、禅・浄土・儒教を共に学ぶ雲棲念仏宗を起こした。また一方で、戒律修行を重視しており、清規を制作して、道俗千余人を化導した。『楞厳経』・『阿弥陀経』・『梵網経』・『遺教経』を注釈した。
神宗の万暦43年（1615年）に病に倒れ、端坐して西方に面し、念仏しながら没した。

## 著作
- 『竹窓随筆』
- 『雲棲大師遺稿』
- 『雲棲大師塔銘附祭文偈賛』
- 『雲棲紀事』
- 『雲棲法彙』

### 日本語文献
- 『竹窓随筆　中国古典新書』荒木見悟、明徳出版社、1969。抜粋版
- 『竹窓随筆 明末仏教の風景』 荒木見悟 監修、宋明哲学研討会 訳、中国書店、2007。完訳新版
- 荒木見悟『雲棲祩宏の研究』大蔵出版、1985

## 伝記資料
- 『釈氏稽古略続集』